# Edifici al carrer del Pont, 15 (Caldes de Montbui)
L'Edifici al carrer del Pont, 15 és una casa de Caldes de Montbui (Vallès Oriental) protegida com a bé cultural d'interès local.

## Descripció
És un edifici entre mitgeres de planta baixa i dos pisos amb coberta a diverses vessants de teula àrab. L'estructura és de murs de càrrega i forjats unidireccionals de bigues i biguetes de fusta. A la planta baixa s'obre dues obertures de grans dimensions, una és la porta del garatge de forma allindada i l'altre és la porta d'entrada d'arc de mig punt adovellat. Al primer pis hi ha tres finestres allindanades i al segon pis una sola finestra. La façana està arrebossada.